# Línea DE1 (Montevideo)
La línea DE1 de la red de transporte urbano de Montevideo fue una línea diferencial que unía la Ciudad Vieja o la Plaza Independencia con Carrasco.

## Creación
Fue creada el 1 de junio de 2020 para sustituir a la línea D1. Su objetivo era mantener los mismos destinos que la línea anterior, pero con ligeras modificaciones en su recorrido. La misma era prestada por ómnibus eléctricos marca BYD, los cuales cuentan con aire acondicionado y accesibilidad universal, además, en su interior cuentan con conexión Wi-Fi y tomas USB para cargadores móviles.
A partir del año 2022 esta línea -al igual que todas las diferenciales- incluía el beneficio del boleto de 2 horas, un boleto que entre otros beneficios, permite a los usuarios combinar las líneas diferenciales con líneas urbanas y entre sí. Para acceder a este boleto, el usuario debe contar siempre con su tarjeta STM.
Desde el 13 de mayo de 2025 esta línea vuelve a denominarse como D1 dejando sin efecto el cambio a DE1 suprimiendo así esta denominación. Se mantiene el recorrido.

## Recorrido
Su recorrido era en ambos sentidos por los barrios: Carrasco, Punta Gorda, Malvín, Buceo, Pocitos, Parque Rodó, Cordón, Centro y Ciudad Vieja.
| LÍNEA DE1 |

| Partida (Ciudad Vieja) - Buenos Aires - Circunvalación Plaza Independencia - Avenida 18 de Julio - Constituyente - Canelones - Juan Manuel Blanes - Maldonado - Bulevar España - Rambla República del Perú - Rambla Armenia - Rambla República de Chile - Rambla O'Higgins - Coímbra - Rambla República de México - Avenida Alfredo Arocena - Mones Roses - Sir Millington Drake - Avenida Italia - Santa Mónica - Terminal Carrasco | Retorno (Carrasco) - Dr. Eduardo Blanco Acevedo - Mones Roses - Avenida Alfredo Arocena - Rambla República de México - Coímbra - Rambla O'Higgins - Rambla República de Chile - Rambla Armenia - Rambla República del Perú - Bulevar España - Constituyente - Canelones - Doctor Javier Barrios Amorín - Constituyente - Avenida 18 de Julio - Circunvalación Plaza Independencia - Ciudadela - 25 de Mayo - Juan Lindolfo Cuestas - Buenos Aires CONTINÚA SIN ESPERA... |